# كيفن فاسكيز كوميسينيا
كيفن فاسكيز كوميسينيا (بالأسبانية: Kevin Vázquez Comesaña) لاعب كرة قدم إسباني يلعب في نادي سيلتا فيغو في مركز المدافع الأيمن من مواليد 23 مارس 1993.

## النادي
ولد كيفرين في نيغران، بونتيفيدرا، غاليسيا، وانضم إلى تشكيلة سيلتا فيجو للشباب في عام 2009. في 14 فبراير من العام التالي، ظهر لأول مرة في عمرال 16 عامًا فقط، وجاء كبديل متأخر عن أليكس لوبيز في مباراة 2-3 ضد نادي إيبار.تم ترقية كيفين إلى الفريق الشباب قبل موسم 2012-13، وساهم بـ 14 مباراة حيث حقق فريقه الترقية الفورية إلى دوري الدرجة الثالثة. في 28 يونيو 2016، جدد عقده حتى عام 2018.
سجل كيفن أول هدف له في 5 فبراير 2017. في يوليو من العام التالي، تمت ترقيته بالتأكيد إلى الفريق الرئيسي في الدوري الاسباني، ومدد عقده حتى عام 2023.
ظهر كيفن في أول مباراة احترافية له في 2 أكتوبر 2018، بدءاً بالتعادل 1-1 على أرضه ضد ريال سوسييداد، في بطولة كوبا ديل ري.

## روابط خارجية
- كيفن فاسكيز كوميسينيا على موقع قاعدة بيانات كرة القدم.إي يو (الإنجليزية)
- كيفن فاسكيز كوميسينيا على موقع Soccerway.com (الإنجليزية)
- كيفن فاسكيز كوميسينيا على موقع عالم كرة القدم.نت (الإنجليزية)